# الهضبات
الهضبات هي مجموعة قرى لبنانية في قضاء عكار من محافظة الشمال. والقرى التابعة لها هي:
وادي جاموس، ببنين، المحمرة، العبدة، برج العرب، ذوق الحبالصة، ذوق الحصنية، بقرزلا، ضهر حدارة، دير دلوم، مجدلا، برقايل، القرقف، عيون الغزلان، جديدة القيطع، بزال، سفينة القيطع، دنبو، المباركية، سيسوق، قلود الباقية، مارتوما.